# Sergio Almaguer
Sergio Almaguer Treviño (Monterrey, 16 maggio 1969) è un allenatore di calcio ed ex calciatore messicano, di ruolo difensore.

## Palmarès

### Club

#### Competizioni nazionali
- Campionato messicano di calcio: 1

Puebla: 1989-1990
Necaxa: Invierno 1998
- Coppa del Messico: 2

Puebla: 1989-1990
Tigres UANL: 1995-1996
- Primera División A: 1

Tigres UANL: Invierno 1996

#### Competizioni internazionali
- CONCACAF Champions' Cup: 1

Necaxa: 1999